# Paris-Troyes
Paris-Troyes est une course cycliste en ligne française créée en 1903 partant de Provins en Seine-et-Marne et arrivant à Troyes dans l'Aube.
Cette course était réservée aux amateurs jusqu'en 2005, où elle fut ouverte aux professionnels. Elle est classée par l’UCI en catégorie 1.2 de l'UCI Europe Tour depuis 2005. Elle est par conséquent ouverte aux équipes continentales professionnelles françaises, aux équipes continentales, à des équipes nationales et à des équipes régionales ou de clubs. Les UCI ProTeams (première division) ne peuvent pas participer.
L'édition 2020 est annulée à cause de la pandémie de Covid-19.
Les coureurs ont 170 kilomètres à parcourir.

## Palmarès
| Année     | Vainqueur                                              | Deuxième                                               | Troisième                                              |  |
| --------- | ------------------------------------------------------ | ------------------------------------------------------ | ------------------------------------------------------ |  |
| 1903      | Fernand Vast                                           | Gazal                                                  | Maurice Bardonneau                                     |  |
| 1910      | Marius Chocque                                         |                                                        |                                                        |  |
| 1913      | Frank Henry                                            | Jeen Carnet                                            | René Vandenhove                                        |  |
| 1920      | Robert Reboul                                          | Armand Lemée                                           | Kléber Roger                                           |  |
| 1923      | André Leducq                                           | Non attribué                                           | Marcel Huot                                            |  |
| 1926      | André Aumerle                                          | Georges Robert                                         | Octave Dayen                                           |  |
| 1933      | Jean Bidot                                             | Marcel Bidot                                           | Albert Gabard                                          |  |
| 1934      | Marcel Bidot                                           | Louis Krauss                                           | Marcel Blanchon                                        |  |
| 1935      | Jules Rossi                                            | Marcel Bidot                                           | Jean Bidot                                             |  |
| 1936      | Camille Muls (nl)                                      | Jean Bidot                                             | Louis Thiétard                                         |  |
| 1938      | Olivier Pierre                                         | Paul Couderc                                           | Quillier                                               |  |
| 1939-1945 | Non-disputé à cause de la Seconde Guerre mondiale      | Non-disputé à cause de la Seconde Guerre mondiale      | Non-disputé à cause de la Seconde Guerre mondiale      |  |
| 1946      | Roger Queugnet                                         | Roger Lejeune                                          | Charles Coste                                          |  |
| 1947      | Michel Rabut                                           | Pierre Scalbi                                          | Roger Gerwig                                           |  |
| 1948      | Mario Mathieu                                          | Louis Aubrun                                           | Julien Conan                                           |  |
| 1949      | Anzio Mariotti                                         | Gaby Faille                                            | 12 coureurs ex aequo                                   |  |
| 1950      | Roger Bertaz                                           | Louis Cavanna                                          | Jean-Louis Carle                                       |  |
| 1959      | Michel Bauchet                                         | Raymond Reisser                                        | Narcisio Carrara                                       |  |
| 1960      | Daniel Dhieux                                          | Henri Belena                                           | Francis Bazire                                         |  |
| 1961      | Claude Faveaux                                         | Jean Marcarini                                         | Antoine Piszczek                                       |  |
| 1962      | Roger Jubé                                             | José María Errandonea                                  | Jean-Marie Poppe                                       |  |
| 1963      | Max Sinoquet                                           | Aimable Denhez                                         | Jean-Paul Caffi                                        |  |
| 1964      | Jean-Pierre Puccianti                                  | Michel Prissette                                       | Aimable Denhez                                         |  |
| 1965      | André Desvages                                         | Claude Guyot                                           | Jean-Paul Caffi                                        |  |
| 1966      | Agustín Tamames                                        | Robert Fuhrel                                          | André Quenet                                           |  |
| 1967      | Robert Bouloux                                         | Derek Harrison (en)                                    | José Catieau                                           |  |
| 1968      | Henk Hiddinga                                          | Daniel Ducreux                                         | Jean-Jacques Cornet                                    |  |
| 1969      | Jean Thomazeau                                         | Yves Hézard                                            | Thierry Grandsir                                       |  |
| 1970      | Christian Poissenot                                    | Robert Fuhrel                                          | Phil Cheetham                                          |  |
| 1971      | Non-disputé                                            | Non-disputé                                            | Non-disputé                                            |  |
| 1972      | Jacques Esclassan                                      | Guy Sibille                                            | Eric Lalouette                                         |  |
| 1973      | Guy Dolhats                                            | Joël Hauvieux                                          | Alain Meslet                                           |  |
| 1974      | Gérard Colinelli                                       | Hubert Arbès                                           | Hubert Linard                                          |  |
| 1975      | Non-disputé                                            | Non-disputé                                            | Non-disputé                                            |  |
| 1976      | Hubert Linard                                          | Patrick Derosier                                       | Michel Herbault                                        |  |
| 1977      | Didier Van Vlaslaer                                    | Jean-Paul Marchal                                      | Michel Lloret                                          |  |
| 1978      | Graham Jones                                           | Patrice Thévenard                                      | Pascal Simon                                           |  |
| 1979      | Philippe Badouard                                      | Jacques Desportes                                      | Serge Plaut                                            |  |
| 1980      | Michel Larpe                                           | Eric Delatte                                           | Pascal Guyot                                           |  |
| 1981      | Jozef Lieckens                                         | Francis Vermaelen                                      | Philippe Chevallier                                    |  |
| 1982      | Nico Emonds                                            | Charly Mottet                                          | Laurent Eudeline                                       |  |
| 1983      | Martin Durant                                          | Thierry Casas                                          | Denis Roux                                             |  |
| 1984      | Carlo Bomans                                           | Philippe Bouvatier                                     | Claude Carlin                                          |  |
| 1985      | Jean-Jacques Philipp                                   | Carlo Bomans                                           | Seamus Downey                                          |  |
| 1986      | Benjamin Van Itterbeeck                                | Edwig Van Hooydonck                                    | Franck Petiteau                                        |  |
| 1987      | Frédéric Gallerne                                      | Éric Chanton                                           | Christophe Manin                                       |  |
| 1988      | Laurent Bezault                                        | Thierry Richard                                        | Brian Smith                                            |  |
| 1989      | Hervé Lepinay                                          | Gilles Carlin                                          | Thierry Gouvenou                                       |  |
| 1990      | Thierry Arnould                                        | Éric Lavaud                                            | Christophe Faudot                                      |  |
| 1991      | Thierry Dupuy                                          | Zdzislaw Wrona                                         | Sylvain Bolay                                          |  |
| 1992      | Didier Faivre-Pierret                                  | Didier Rous                                            | Ian Gilkes                                             |  |
| 1993      | Simeon Hempsall (en)                                   | Régis Simon                                            | Marek Leśniewski                                       |  |
| 1994      | Gordon Fraser                                          | Gilles Maignan                                         | Hervé Bihan-Poudec                                     |  |
| 1995      | Denis Moretti                                          | Yvan Boos                                              | Philippe Lepeurien                                     |  |
| 1996      | Jérôme Gannat                                          | Grégory Barbier                                        | Stéphane Houillon                                      |  |
| 1997      | Éric Salvetat                                          | Éric Drubay                                            | Tony Cavet                                             |  |
| 1998      | Saulius Ruškys                                         | Yvonnick Bolgiani                                      | Florent Brard                                          |  |
| 1999      | Marc Chanoine                                          | Sylvain Lajoie                                         | Alexandre Usov                                         |  |
| 2000      | Christophe Marcoux                                     | Samuel Plouhinec                                       | Olivier Martinez                                       |  |
| 2001      | José Medina                                            | Frédéric Delalande                                     | Cédric Loué                                            |  |
| 2002      | Mickaël Buffaz                                         | Jérôme Rouyer                                          | Noan Lelarge                                           |  |
| 2003      | Xavier Pache                                           | Kilian Patour                                          | Noan Lelarge                                           |  |
| 2004      | Olivier Grammaire                                      | Laurent Mangel                                         | Sébastien Minard                                       |  |
| 2005      | Florent Brard                                          | Carl Naibo                                             | Alexandre Usov                                         |  |
| 2006      | Yury Trofimov                                          | Cédric Coutouly                                        | Stéphane Pétilleau                                     |  |
| 2007      | Yury Trofimov                                          | Andrey Klyuev                                          | Rein Taaramäe                                          |  |
| 2008      | Jean-Luc Delpech                                       | Alexander Mironov                                      | Jakob Fuglsang                                         |  |
| 2009      | Yannick Talabardon                                     | Nadir Haddou                                           | Steven Caethoven                                       |  |
| 2010      | Cédric Pineau                                          | Jean-Marc Bideau                                       | Cyril Bessy                                            |  |
| 2011      | Jonathan Hivert                                        | Gianni Meersman                                        | Mathieu Drujon                                         |  |
| 2012      | Jean-Marc Bideau                                       | Anthony Delaplace                                      | Romain Bacon                                           |  |
| 2013      | Jean-Marc Bideau                                       | Thomas Vaubourzeix                                     | Julien Duval                                           |  |
| 2014      | Steven Tronet                                          | Kristoffer Skjerping                                   | Flavien Dassonville                                    |  |
| 2015      | David Menut                                            | Julien El Fares                                        | Alexis Bodiot                                          |  |
| 2016      | Rudy Barbier                                           | Baptiste Planckaert                                    | Pierre Barbier                                         |  |
| 2017      | Yannis Yssaad                                          | Thomas Boudat                                          | Bert Van Lerberghe                                     |  |
| 2018      | Adrien Petit                                           | Lorrenzo Manzin                                        | Damien Touzé                                           |  |
| 2019      | Jérémy Cabot                                           | Tony Hurel                                             | Milan Menten                                           |  |
| 2020      | Course annulée en raison de la pandémie de coronavirus | Course annulée en raison de la pandémie de coronavirus | Course annulée en raison de la pandémie de coronavirus |  |
| 2021      | Romain Cardis                                          | Alan Riou                                              | Antoine Raugel                                         |  |
| 2022      | Rob Scott                                              | Xavier Cañellas                                        | Kévin Avoine                                           |  |
| 2023      | Gwen Leclainche                                        | Clément Braz Afonso                                    | Antony Chamerat-Dumont                                 |  |
| 2024      | Liam Walsh                                             | Emmanuel Houcou                                        | Tobias Müller                                          |  |
| 2025      | Juan David Sierra                                      | Alfie George                                           | Emmanuel Morin                                         |  |